# Ross 614
Désignations
Ross 614 est la première étoile binaire dont la binarité a été découverte par astrométrie photographique. Elle est constituée de deux naines rouges de faible masse, située dans la constellation de la Licorne. La période orbitale est d'environ 16,6 ans et le demi-grand axe a une séparation angulaire de seulement 0,932". Ce système est parmi les plus proches de notre Soleil, à une distance de 13,4 années-lumière.
L'étoile primaire a été découverte en 1927 par Frank E. Ross (1874-1960) avec le télescope de 40 pouces de l'observatoire Yerkes. L'étoile secondaire a été détectée en 1936 par Dirk Reuyl (en) (1906-1972) à partir de photographies prises avec le télescope de 26 pouces de l'observatoire McCormick.